# Andy Goram
Andrew Lewis Goram (Bury, 1964. április 13. – 2022. július 2.) skót válogatott labdarúgókapus.
A skót válogatott tagjaként részt vett az 1986-os és az 1990-es világbajnokságon, illetve az 1992-es és az 1996-os Európa-bajnokságon.

## Sikerei, díjai
Rangers FC
- Skót bajnok (6): 1991–92, 1992–93, 1993–94, 1994–95, 1995–96, 1996–97
- Skót kupa (3): 1991–92, 1992–93, 1995–96
- Skót ligakupa (2): 1992–93, 1993–94

Manchester United
- Angol bajnok (1): 2000–01